# Eje Pampa
Eje Pampa ist eine Ortschaft im Departamento Cochabamba im südamerikanischen Andenstaat Bolivien.

## Lage im Nahraum
Eje Pampa liegt in der Provinz Narciso Campero und ist der viertgrößte Ort des Cantón Quiroga im Municipio Aiquile. Der Ort liegt auf einer Höhe von 1655 m am linken, östlichen Ufer des Río Novillero, der acht Kilometer flussabwärts in den Río Grande mündet. Eje Pampa ist der letzte größere Ort am Río Novillero vor der Mündung in den Río Grande.

## Geographie
Eje Pampa liegt zwischen den Gebirgsketten der bolivianischen Cordillera Oriental und der Cordillera Central, das Klima ist geprägt durch ganzjährig frühlingshafte Temperaturen und geringe Niederschläge.
Die Jahresdurchschnittstemperatur der Region liegt bei etwa 20 °C (siehe Klimadiagramm Mizque) und einem Jahresniederschlag von 550 mm. Der Sommer von Oktober bis März weist monatliche Durchschnittstemperaturen von 22 °C auf, kälteste Monate sind Juni und Juli mit gut 17 °C. Von April bis Oktober herrscht Trockenzeit mit Niederschlägen unter 20 mm, der Sommer weist von Dezember bis Februar Niederschläge von 110 bis 135 mm auf.

## Verkehrsnetz
Eje Pampa liegt 262 Straßenkilometer südöstlich von Cochabamba, der Hauptstadt des Departamentos.
Die Ortschaft liegt an der 898 Kilometer langen Nationalstraße Ruta 5, die den bolivianischen Altiplano von Nordosten nach Südwesten durchquert. Nach Norden hin führt die Ruta 5 über Aiquile und Saipina zur Ruta 7, die von Cochabamba aus ins Tiefland nach Santa Cruz führt. Südlich führt die Ruta 5 über Tipapampa, Quiroga, Zamora und Eje Pampa den Río Novillero abwärts bis zur Mündung in den Río Grande und weiter über Sucre nach Westen zur chilenischen Grenze. Bei Eje Pampa überquert die Ruta 5 den Fluss und wechselt von der linken, östlichen Flussseite auf die rechte, westliche Seite.

## Bevölkerung
Die Einwohnerzahl der Ortschaft ist in dem Jahrzehnt zwischen den beiden letzten Volkszählungen um ein Viertel zurückgegangen:
| Jahr | Einwohner         | Quelle       |
| ---- | ----------------- | ------------ |
| 1992 | keine Detaildaten | Volkszählung |
| 2001 | 349               | Volkszählung |
| 2012 | 263               | Volkszählung |
| 2024 |                   | Volkszählung |